# Bonyunia antoniifolia
Bonyunia antoniifolia là một loài thực vật có hoa trong họ Mã tiền. Loài này được Progel mô tả khoa học đầu tiên năm 1868.